# Чемишгезек
Чемишгезек (тур. Çemişgezek) — город и район в провинции Тунджели современной (Турции).

## Этимология
Топоним Чмшкацаг (арм. Չմշկածագ) в армянской конструкции слов состоит из слов «чмушк» (арм. Չմուշկ) то есть — коньки и «цагел» (арм. Ծագել) то есть — «изобретены», таким образом название может быть истолковано как «место где были изобретены коньки», учитывая холодные зимы и обилие рек в этом регионе. Также есть версия, что Чмшкацаг был назван в честь Иоанна Цимисхия; т.е. Чмшкацаг означает, что это родовое место Иоанна Цимисхия. Топоним Чемишгезек является турецкой транскрипцией армянского топонима Чмшкацаг, который переименовали в 1920-х в рамках государственной программы по отуречиванию армянских топонимов в восточной половине Турции, инициированной Ататюрком как часть отрицания факта геноцида армян.